# クジラ料理を伝える会
クジラ料理を伝える会（くじらりょうりをつたえるかい）は、日本におけるクジラにまつわる食文化の伝統を伝え広めようと、日本国内のクジラ料理を扱う飲食店が加盟してできた団体。

## 概要
古くから日本各地には、オバケ（尾びれ）からサエズリ（舌）など体のあらゆる部分を使ったクジラ料理が生まれ、調理法をふくめた鯨の食文化が長いあいだにわたって伝えられてきた。「クジラ料理を伝える会」は、このような食文化を、誇るべき日本の文化として継承・普及するため結成された。小泉武夫も会長を務めた。
2010年3月時点の会長は大阪のハリハリ鍋の発祥の徳家の創業者である大西睦子だった。1991年開催のアイスランドでのIWC年次会議の会場となった「ホテル・サガ」では、大西みずから参加者に鯨肉料理を振舞った。現地アイスランドの捕鯨業者提供の冷凍ナガスクジラ12kgを元に、「尾の身」と赤身の刺し身、竜田揚げ、ステーキ、鯨肉入りうどんなどを作り、レイ・ギャンベル（Ray Gambell）IWC事務局長および、ノルウェー、デンマーク、セントビンセント、アイスランドのIWC代表委員や記者44人が参加し好評を得た。